# Jan Evangelista Šťastný
Jan Evangelista Šťastný (6. prosince 1824 Želenice u Slaného – 17. června 1913 Královské Vinohrady) byl český středoškolský profesor a autor učebnic. Přes čtyřicet let vyučoval na české reálce v Ječné ulici, v letech 1869-95 tam působil jako ředitel. Aktivně se účastnil činnosti školských komisí a organizací. Podílel se na tvorbě čítanek a učebnic mluvnice. Byl oceňovaný pro své pedagogické výsledky i literární činnost.

## Život
Narodil se 6. prosince 1824 v Želenicích u Slaného v rolnické rodině. Vystudoval akademické gymnázium řízené Josefem Jungmannem, jeho spolužáky byli například Jan Krejčí nebo Vojtěch Náprstek. Po filosofických studiích se roku 1846 stal vychovatelem u dr. Václava Červinky, majitele panství v Ostředku u Benešova. V roce 1851 byl přijat jako suplent na první českou reálku v Praze. Reálka byla v té době velkou národní vymožeností — poprvé se zde v češtině vyučovaly odborné předměty. Šťastný si zde rychle získal oblibu svými pedagogickými schopnostmi. Za ředitelství Josefa Wenziga se roku 1856 stal definitivním profesorem. Na škole nakonec působil 44 let.
Aktivně se zapojil i do dalších pedagogických aktivit. V letech 1861-69 vyučoval na kursu pro učitele nižších reálek. Roku 1869 byl jmenován ředitelem reálky a členem zemské školní rady; obě funkce vykonával do roku 1895. Určitou dobu byl i inspektorem učitelských ústavů, předsedou komise pro učitelství na odborných a měšťanských školách a předsedou Učitelské besedy v Praze. V letech 1878-1904 řídil tělocvičné kursy při české univerzitě a předsedal zkušební komisi pro tělesnou výchovu.
Byl rovněž literárně činný. Roku 1867 se stal jedním z redaktorů časopisu Škola a život. Podařilo se mu zvýšit jeho úroveň získáním odborných spolupracovníků. Brzy ale z redaktorského místa odešel ze zdravotních důvodů. Jako spoluautor se podílel na vzniku řady čítanek a několika učebnic mluvnice (viz níže).
Jan Evangelista Šťastný byl svými současníky uznáván pro svou dlouholetou obětavou práci ve prospěch českého školství. Roku 1878 získal titul školního rady, v roce 1882 byl oceněn řádem Františka Josefa, roku 1895 byl jmenován vládním radou. Učitelská beseda v Praze a Wenzigova nadace ho jmenovaly čestným členem.
Zemřel 17. června 1913 na Královských Vinohradech. Pohřben byl na Vinohradském hřbitově za velké účasti učitelů, studentů i řady představitelů veřejného života.

## Dílo
Šťastný byl spoluautorem řady čítanek a několika učebnic. Patří k nim:
- Společně s Janem Lepařem a Josefem Sokolem:
  - Čítanka pro školy obecné i měšťanské (několik osmidílných vydání od r. 1878)
  - Methodické připomenutí k I. dílu čítanky pro školy obecné i měšťanské (1878)
  - Čítanka pro obecné školy (řada tří-, pěti- a osmidílných vydání od r. 1879)
  - Mluvnice pro školy obecné (řada vydání od r. 1879)
  - Nauky mluvnické pro obecné i měšťanské školy (řada vydání od r. 1879)
  - První čítanka pro školy obecné (1892)
- Jiné práce:
  - Čítanka pro školy měšťanské (3 díly, několik vydání od r. 1892, spoluautor: František Šubrt)